# Antifragile (canción)
«Antifragile» es una canción grabada por el grupo femenino surcoreano Le Sserafim para su segundo EP Antifragile. Fue lanzada como sencillo principal por Source Music el 17 de octubre de 2022. Fue escrita por Score (13), Megatone (13), Paulina Cerrilla, "Hitman" Bang, Shintaro Yasuda, Supreme Boi, Isabella Lovestory, Kyler Niko, Ronnie Icon, Nathalie Boone y Danke (Lalala Studio).

## Trasfondo
El 19 de septiembre a la medianoche (KST), el grupo anunció oficialmente la fecha y los detalles de su próximo regreso musical, que marcaría su primer lanzamiento como grupo de cinco miembros después de la partida de Kim Garam. «Antifragile» se escuchó por primera vez el 3 de octubre de 2022, a través de una muestra de pistas lanzada por Source Music en diferentes plataformas de redes sociales, y se anunció primero a través de la lista de canciones al día siguiente. El 17 de octubre de 2022, el sencillo se lanzó oficialmente junto con su video musical a través de Source Music, 18 horas antes del EP.

## Composición y letras
La segunda y principal canción del EP homónimo está escrita por Score (13), Megatone (13), Paulina Cerrilla, "Hitman" Bang, Shintaro Yasuda, Supreme Boi, Isabella Lovestory, Kyler Niko, Ronnie Icon, Nathalie Boone y Danke. (Lalala Studio) con una duración de 3 minutos y 4 segundos. "Antifragile" se describe como una canción pop de "estilo afrolatino" con un ritmo latino "pesado". Líricamente la canción contiene el mensaje de que los tiempos difíciles son un estímulo para el crecimiento y con esta mentalidad se fortalecerán. Fue compuesta en clave de si bemol menor, con un tempo de 105 pulsaciones por minuto.

## Recepción
NME escribió que "la canción arranca la fría confianza de 'Fearless' y revienta con vida una energía contagiosa nunca antes vista en Le Sserafim. Si bien el efecto de tubería omnipresente de la pista roza el chirrido, los ritmos intensos y rítmicos de 'Antifragile' crean una experiencia tan emocionante que apenas importa".

## Video musical
Se lanzó un video musical de "Antifragile" el 17 de octubre de 2022 a la medianoche (KST), 18 horas antes del lanzamiento del EP. En el video musical, el grupo vive su vida diaria mientras las personas a su alrededor entran en pánico debido a la inminente colisión de un asteroide. El video termina con el grupo, terminando la coreografía de la canción, siendo golpeado por el asteroide, solo para sobrevivir y quitarse el polvo.

## Créditos y personal
- Score (13) – escritura, producción
- Megatone (13) - escritura, producción
- Paulina Cerrilla – escritura
- "Hitman" Bang - escritura
- Shintaro Yasuda - escritura
- Supremo Boi - escritura
- Isabella Lovestory - escritura
- Kyler Niko - escritura
- Ronnie Icon – escritura
- Nathalie Boone - escritura
- Danke (Estudio Lalala) – escritura

## Posicionamiento en listas
| Listas (2022)                           | Mejor posición |
| --------------------------------------- | -------------- |
| Canadá (Canadian Hot 100)               | 96             |
| Corea del Sur (Circle)                  | 2              |
| Global 200 (Billboard)                  | 38             |
| Hong Kong (Billboard)                   | 14             |
| Japón (Japan Hot 100)                   | 12             |
| Japón Japan Combined Singles (Oricon)   | 13             |
| Malasia (Billboard)                     | 19             |
| Nueva Zelanda Hot Singles (RMNZ)        | 19             |
| Filipinas (Billboard)                   | 24             |
| Singapur (Billboard)                    | 12             |
| Singapur (RIAS)                         | 5              |
| Taiwán (Billboard)                      | 8              |
| US World Digital Song Sales (Billboard) | 8              |
| Vietnam (Vietnam Hot 100)               | 35             |

| Listas (2022)          | Posición |
| ---------------------- | -------- |
| Corea del Sur (Circle) | 3        |